# Британський Квебек
Провінція Квебек (англ. Province of Quebec, фр. Province de Québec) — колишня британська колонія в Британській Північній Америці, що виникла на заміну французькій колонії. Утворено Королівством Великої Британії 1763 року внаслідок завоювання Нової Франції у ході Семирічної війни. 1791 року провінція була поділена на Верхню та Нижню Канаду.

## Історія
Відповідно до Паризького миру (10 лютого 1763) та Королівської прокламації (7 жовтня 1763), виданої королем Георгом III, провінція Квебек включала міста Квебек і Монреаль, території, що їх оточують, проте не досягала Великих озер на заході й землі Руперта на півночі.
1774 року парламент Великої Британії та прем'єр-міністр Фредерік Норт видали Акт про Квебек, за яким Квебеку було дозволено відновити застосування французького звичаєвого права у приватних справах і за яким у провінції встановили англійське загальне право; також Католицькій Церкві дозволили збирати церковну десятину. Крім того, відповідно до Акту територію Квебеку розширили, включивши до неї землю Огайо й частину землі Іллінойс, до Аппалачських гір на сході, річки Огайо на півдні, річки Міссісіпі на заході й південних меж володінь компанії Гудзонової затоки. Також до Квебеку приєднали місто Детройт, яке стало третім найбільшим у провінції після Монреаля й Квебека.
1790 року до провінції приєднали Мічиган.
Через Квебек після Версальського договору 1783 року, за яким Британія визнала незалежність США, британська корона зберігала сполучення із землями Огайо та Іллінойс, якими постачала власні війська та сили Північно-західної конфедерації індіанських племен.
Демографічна ситуація Квебеку змінилася після Американської революції внаслідок напливу з колишніх «Тринадцяти колоній» лоялістів — уродженців колоній, які під час війни за незалежність США підтримали монархію. Це сприяло появі у Квебеку англомовного протестантського елементу. Лоялісти осіли переважно у східних кантонах в Монреалі, відомих тоді як Pays d'en Haut (Верхні землі), на захід від річки Оттава.
1791 року до Квебеку приїхав на проживання принц Едвард Август, герцог Кентський і Стратернський, батько майбутньої королеви Вікторії. Він жив у Квебеку до 1793 року. Того ж року британський парламент ухвалив Конституційний акт, за ким провінцію Квебек було поділено по річці Оттава на дві колонії: Верхня Канада на заході (території навколо Великих озер, переважно англомовні) та Нижня Канада на сході.

## Управління

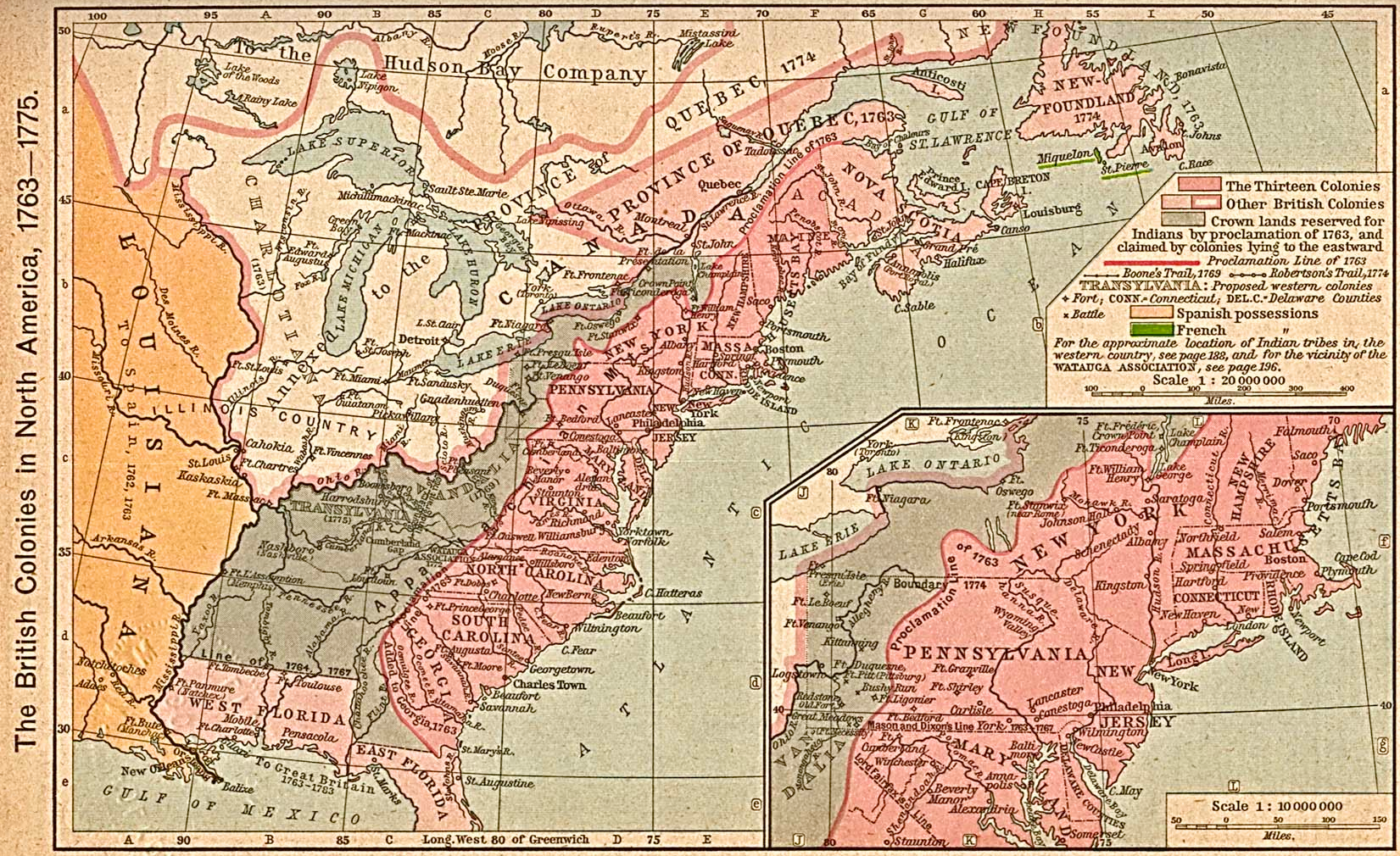
Карта Британської Америки показує початкові межі Квебеку й межі після Акту 1774 року

З 1760 року, коли перед британськими військами капітулював Монреаль, Квебек був під управлінням військової адміністрації; цивільне управління було запроваджено в 1764 році. Губернаторами Квебеку були:
- Джеймс Мюррей (1760—1766);
- Ґай Карлтон, 1-й барон Дорчестер (1766—1778);
- Фредерік Галдіманд (1778—1786)[3];
- Ґай Карлтон, 1-й барон Дорчестер (удруге, 1786—1796).

При губернаторах служили лейтенант-губернатори, які виконували обов'язки заступників губернаторів:
- Ґай Карлтон (заступник Джеймса Мюррея, 1766—1778);
- Гектор Теофіл де Крамае (заступник Ґая Карлтона, 1771—1782);
- Генрі Гамільтон (заступник Фредеріка Галдіманда, 1782—1785);
- Генрі Гоуп (заступник Ґая Дорчестера, 1785—1788);
- Алуред Кларк (заступник Ґая Дорчестера, 1790).

## Адміністративний поділ
У 1763 або 1764 році Квебек був поділений на два судові округи:
- Монреальський дистрикт — західні частини Квебеку вздовж річки Святого Лаврентія включно з Монреалем та більшою частиною Онтаріо);
- Квебекський дистрикт — східні частини Квебеку вздовж річки святого Лаврентія й території на півострові Лабрадор.

1790 року з Квебекського дистрикту виділили Труа-Рів'єрський дистрикт.